# The People's Voice
The People's Voice (« La Voix du peuple ») est une chaîne de télévision et une station de radio sur internet en service entre le 25 novembre 2013 et la mi-2014. Le studio principal de la station était situé à Wembley, près de Londres, mais celle-ci était aussi présente aux États-Unis. Elle a été créée grâce à une production participative (aussi appelée crowdsourcing) sur la plateforme de collecte de fonds Indiegogo, mais l'initiative principale fut celle de David Icke,.
Parmi les présentateurs, on retrouvait Mark Windows, Richie Allen, Sonia Poulton ou encore Kenneth O'Keefe. Cynthia McKinney, Norman Finkelstein, Peter Tatchell, Jim Marrs, Gerald Celente, Richard Hoagland, Vandana Shiva, Leuren Moret et Leah Bolger figuraient parmi les invités de la première émission.